# Zagarolo
Zagarolo is een gemeente in de Italiaanse provincie Rome (regio Latium) en telt 14.620 inwoners (31-12-2004). De oppervlakte bedraagt 28,8 km², de bevolkingsdichtheid is 425 inwoners per km².
De volgende frazioni maken deel uit van de gemeente: Valle Martella.

## Demografie
Zagarolo telt ongeveer 5574 huishoudens. Het aantal inwoners steeg in de periode 1991-2001 met 26,8% volgens cijfers uit de tienjaarlijkse volkstellingen van ISTAT.
| Jaar | Inwoneraantal |
| ---- | ------------- |
| 1991 | 10.047        |
| 2001 | 12.735        |

## Geografie
De gemeente ligt op ongeveer 303 m boven zeeniveau.
Zagarolo grenst aan de volgende gemeenten: Gallicano nel Lazio, Monte Compatri, Palestrina, Rome, San Cesareo.

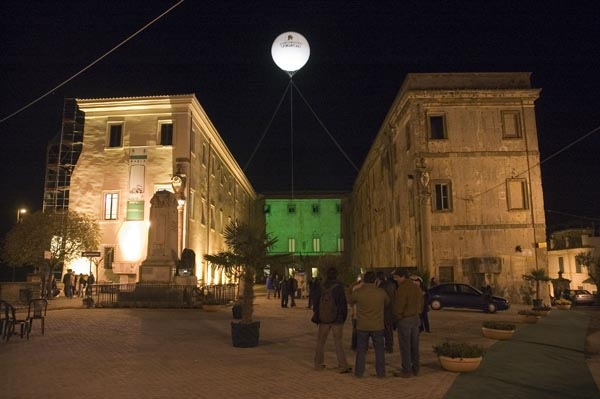
Palazzo Rospigliosi te Zagarolo